# Nationalpark Huascarán
Der Nationalpark Huascarán, span. Parque Nacional Huascarán, umfasst das Andengebiet jenseits der 4000 m Höhe in der Cordillera Blanca in Peru. Ausgenommen davon ist nur die Region Champara. Er besitzt eine Fläche von 3400 km². Im Nationalpark befindet sich mit 6768 m der höchste Berg Perus und vierthöchste Berg Südamerikas, der den Namen Nevado Huascarán trägt, des Weiteren der Yanacocha See.

## Flora und Fauna
Eine der seltensten Pflanzen der Erde wächst hier. Die Puya raimondii aus der Familie der Bromelien, wird bis zu 10 Meter hoch und kann ein Alter von 100 Jahren erreichen. Bemerkenswerte Tierarten, die im Nationalpark vorkommen, sind der Brillenbär und der Andenkondor. Der Nationalpark und seine Gebirgskette ist Anziehungspunkt vieler Bergsteiger aus aller Welt und Ziel zahlreicher Hochexpeditionen, deren Ausgangspunkt zumeist die Stadt Huaraz ist.

## Nationalpark
Die Gründung des Nationalparks dient zur Erhaltung von Flora, Fauna, der schönen Landschaft und der wissenschaftlichen Forschung. Durch die Kontrolle der Zugänge und der Entrichtung einer Eintrittsgebühr soll der jährlich zunehmende Strom von Bergsteigern reguliert werden, um Schäden in der empfindlichen Natur zu verhindern.

## Geschichte
Bereits in den 1960er Jahren forderte der peruanische Bergsteiger César Morales Arnao das Gebiet um die schneebedeckten Berggipfeln in der Cordillera Blanca zu schützen und die ursprüngliche Landschaft zu erhalten. Aber erst am 1. Juli 1975 wurde das Gebiet gemäß der gesetzlichen Verordnung N° 0622-75-AG zum Nationalpark erklärt. Die UNESCO erklärte 1985 den Nationalpark zum Welterbe.